# Comuna Mareanivka, Peatîhatkî
Mareanivka (în ucraineană Мар`янівка) este o comună în raionul Peatîhatkî, regiunea Dnipropetrovsk, Ucraina, formată din satele Mareanivka (reședința) și Voloceaiivka.

## Demografie
Componența lingvistică a satului Mareanivka
     Ucraineană (92,19%)
     Rusă (6,25%)
     Alte limbi (0,88%)
Conform recensământului din 2001, majoritatea populației satului Mareanivka era vorbitoare de ucraineană (92,19%), existând în minoritate și vorbitori de rusă (6,25%).